# Palet de Gargantua (Séneujols)
Pour les articles homonymes, voir Palet de Gargantua.
Le Palet de Gargantua, appelé aussi Le Vilar, est un dolmen situé sur la commune de Séneujols dans le département français de la Haute-Loire.

## Historique
L'édifice est classé au titre des monuments historiques en 1986.

## Description
Le dolmen est du type simple : il comporte deux orthostates, une dalle de chevet et une table de couverture. La chambre funéraire mesure 2,50 m de long sur 1,20 m de large pour une hauteur sous dalle de 1,25 m.
La chambre a été fouillée anciennement de manière clandestine et le tamisage des déblais effectué en 1972 n'a livré aucun matériel archéologique.

## Folklore
Selon la légende, le dolmen est un palet avec lequel Gargantua jouait et qui vint se ficher dans le sol à cet endroit.